# دویون
دویون (چینی ساده: 都匀; چینی سنتی: 都勻; پین‌یین: Dūyún) پایتخت کیانان بویای اند میاو در استان گوئیژو، چین است.